# Yorba Linda
Yorba Linda város az USA Kalifornia államában, Orange megyében. Lakosainak száma 68 336 fő (2020. április 1.).

## Népesség
A település népességének változása:

| 2010 | 64 234 |
| 2020 | 68 336 |